# Olympische Winterspiele 2002/Eiskunstlauf
Bei den XIX. Olympischen Winterspielen 2002 in Salt Lake City fanden vier Wettbewerbe im Eiskunstlauf statt. Austragungsort war das Salt Lake Ice Center. (Die olympische Politik untersagte Delta Air Lines, dem Namensrechtspartner des Veranstaltungsortes, den Namen während der Veranstaltung zu verwenden. Das IOC bezeichnete den Veranstaltungsort als "Salt Lake Ice Center".)

## Bilanz

### Medaillenspiegel
| Platz | Land                | Gold | Silber | Bronze | Gesamt |
| ----- | ------------------- | ---- | ------ | ------ | ------ |
| 1     | Russland            | 2    | 3      | –      | 5      |
| 2     | Vereinigte Staaten  | 1    | –      | 2      | 3      |
| 3     | Frankreich          | 1    | –      | –      | 1      |
| 3     | Kanada              | 1    | –      | –      | 1      |
| 5     | Italien             | –    | –      | 1      | 1      |
| 5     | Volksrepublik China | –    | –      | 1      | 1      |

### Medaillengewinner
| Konkurrenz | Gold                                                                 | Silber                            | Bronze                                  |
| ---------- | -------------------------------------------------------------------- | --------------------------------- | --------------------------------------- |
| Herren     | Alexei Jagudin                                                       | Jewgeni Pljuschtschenko           | Timothy Goebel                          |
| Damen      | Sarah Hughes                                                         | Irina Sluzkaja                    | Michelle Kwan                           |
| Paare      | Jelena Bereschnaja / Anton Sicharulidse Jamie Salé / David Pelletier |                                   | Shen Xue / Zhao Hongbo                  |
| Eistanz    | Marina Anissina / Gwendal Peizerat                                   | Irina Lobatschewa / Ilja Awerbuch | Barbara Fusar-Poli / Maurizio Margaglio |

## Ergebnisse
- Bew. = Bewertung
- K = Kür
- KP = Kurzprogramm
- OT = Originaltanz
- PT = Pflichttanz

### Herren
| Platz              | Land | Sportler                | KP      | K       | Bew.    |
| ------------------ | ---- | ----------------------- | ------- | ------- | ------- |
| 1                  | RUS  | Alexei Jagudin          | 01      | 01      | 01,5    |
| 2                  | RUS  | Jewgeni Pljuschtschenko | 04      | 02      | 04,0    |
| 3                  | USA  | Timothy Goebel          | 03      | 03      | 04,5    |
| 4                  | JPN  | Takeshi Honda           | 02      | 04      | 05,0    |
| 5                  | RUS  | Alexander Abt           | 05      | 05      | 07,5    |
| 6                  | USA  | Todd Eldredge           | 09      | 06      | 10,5    |
| 7                  | USA  | Michael Weiss           | 08      | 07      | 11,0    |
| 8                  | CAN  | Elvis Stojko            | 07      | 08      | 11,5    |
| 9                  | CHN  | Li Chengjiang           | 06      | 09      | 12,0    |
| 10                 | AUS  | Anthony Liu             | 10      | 10      | 15,0    |
| 11                 | FRA  | Frédéric Dambier        | 11      | 11      | 16,5    |
| 12                 | BEL  | Kevin van der Perren    | 13      | 13      | 19,5    |
| 13                 | BUL  | Iwan Dinew              | 12      | 14      | 20,0    |
| 14                 | FRA  | Brian Joubert           | 17      | 12      | 20,5    |
| 15                 | SUI  | Stéphane Lambiel        | 16      | 16      | 24,0    |
| 16                 | CHN  | Zhang Min               | 19      | 15      | 24,5    |
| 17                 | GEO  | Wachtang Murwanidse     | 18      | 17      | 26,0    |
| 18                 | UKR  | Dmytro Dmytrenko        | 21      | 18      | 28,5    |
| 19                 | UZB  | Roman Skornyakov        | 20      | 19      | 29,0    |
| 20                 | CHN  | Li Yunfei               | 14      | 23      | 30,0    |
| 21                 | BLR  | Sergei Dawydow          | 15      | 24      | 31,5    |
| 22                 | JPN  | Yosuke Takeuchi         | 24      | 20      | 32,0    |
| 23                 | ROM  | Gheorghe Chiper         | 23      | 21      | 32,5    |
| 24                 | AZE  | Sergei Rylov            | 22      | 22      | 33,0    |
| Kür nicht erreicht |      |                         |         |         |         |
| 25                 | HUN  | Zoltán Tóth             | 25      | —       | —       |
| 26                 | ITA  | Angelo Dolfini          | 26      | —       | —       |
| 27                 | EST  | Margus Hernits          | 27      | —       | —       |
| 28                 | KOR  | Lee Kyu-hyun            | 28      | —       | —       |
|                    | CAN  | Emanuel Sandhu          | Rückzug | Rückzug | Rückzug |

Datum: 12. und 14. Februar 2002

### Damen
| Platz              | Land | Sportlerin           | KP | K       | Bew.    |
| ------------------ | ---- | -------------------- | -- | ------- | ------- |
| 1                  | USA  | Sarah Hughes         | 04 | 01      | 03,0    |
| 2                  | RUS  | Irina Sluzkaja       | 02 | 02      | 03,0    |
| 3                  | USA  | Michelle Kwan        | 01 | 03      | 03,5    |
| 4                  | USA  | Sasha Cohen          | 03 | 04      | 05,5    |
| 5                  | JPN  | Fumie Suguri         | 07 | 05      | 08,5    |
| 6                  | RUS  | Marija Butyrskaja    | 05 | 06      | 08,5    |
| 7                  | CAN  | Jennifer Robinson    | 08 | 07      | 11,0    |
| 8                  | HUN  | Júlia Sebestyén      | 06 | 08      | 11,0    |
| 9                  | RUS  | Wiktoria Woltschkowa | 12 | 10      | 16,0    |
| 10                 | ITA  | Silvia Fontana       | 11 | 12      | 17,5    |
| 11                 | FIN  | Elina Kettunen       | 18 | 09      | 18,0    |
| 12                 | UKR  | Galina Maniatschenko | 15 | 11      | 18,5    |
| 13                 | SUI  | Sarah Meier          | 09 | 16      | 20,5    |
| 14                 | UKR  | Olena Ljaschenko     | 16 | 13      | 21,0    |
| 15                 | FRA  | Laetitia Hubert      | 14 | 15      | 22,0    |
| 16                 | FRA  | Vanessa Gusmeroli    | 10 | 17      | 22,0    |
| 17                 | JPN  | Yoshie Onda          | 17 | 14      | 22,5    |
| 18                 | BLR  | Julija Soldatowa     | 22 | 18      | 29,0    |
| 19                 | CRO  | Idora Hegel          | 23 | 19      | 30,5    |
| 20                 | ITA  | Vanessa Giunchi      | 21 | 20      | 30,5    |
| 21                 | SVK  | Zuzana Babiaková     | 20 | 21      | 31,0    |
| 22                 | SLO  | Mojca Kopač          | 19 | 22      | 31,5    |
| 23                 | ROM  | Roxana Luca          | 24 | 23      | 35,0    |
|                    | UZB  | Tatjana Malinina     | 13 | Rückzug | Rückzug |
| Kür nicht erreicht |      |                      |    |         |         |
| 25                 | AUS  | Stephanie Zhang      | 25 | —       | —       |
| 26                 | KOR  | Park Bit-na          | 26 | —       | —       |
| 27                 | ARM  | Julija Lebedewa      | 27 | —       | —       |

Datum: 19. und 21. Februar 2002

### Paare
| Platz | Land | Sportlerin                                 | KP | K   | Bew. |
| ----- | ---- | ------------------------------------------ | -- | --- | ---- |
| 1     | RUS  | Jelena Bereschnaja / Anton Sicharulidse    | 01 | N/A | 0N/A |
| 1     | CAN  | Jamie Salé / David Pelletier               | 02 | N/A | 0N/A |
| 3     | CHN  | Shen Xue / Zhao Hongbo                     | 03 | 03  | 04,5 |
| 4     | RUS  | Tatjana Totmjanina / Maxim Marinin         | 04 | 04  | 06,0 |
| 5     | USA  | Kyoko Ina / John Zimmerman                 | 05 | 05  | 07,5 |
| 6     | RUS  | Marija Petrowa / Alexei Tichonow           | 06 | 06  | 09,0 |
| 7     | POL  | Dorota Zagórska / Mariusz Siudek           | 08 | 07  | 11,0 |
| 8     | CZE  | Kateřina Beránková / Otto Dlabola          | 07 | 08  | 11,5 |
| 9     | CHN  | Pang Qing / Tong Jian                      | 10 | 09  | 14,0 |
| 10    | CAN  | Jacinthe Larivière / Lenny Faustino        | 13 | 10  | 16,5 |
| 11    | CHN  | Zhang Dan / Zhang Hao                      | 09 | 12  | 16,5 |
| 12    | CAN  | Anabelle Langlois / Patrice Archetto       | 14 | 11  | 18,0 |
| 13    | USA  | Tiffany Scott / Philip Dulebohn            | 11 | 13  | 18,5 |
| 14    | GER  | Mariana Kautz / Norman Jeschke             | 12 | 15  | 21,0 |
| 15    | UKR  | Aljona Savchenko / Stanislaw Morosow       | 16 | 14  | 22,0 |
| 16    | UKR  | Tetjana Tschuwajewa / Dmytro Palamartschuk | 15 | 16  | 23,5 |
| 17    | SVK  | Oľga Beständigová / Jozef Beständig        | 17 | 17  | 25,5 |
| 18    | UZB  | Natalia Ponomareva / Evgeni Sviridov       | 18 | 18  | 27,0 |
| 19    | ITA  | Michela Cobisi / Ruben De Prà              | 19 | 19  | 28,5 |
| 20    | ARM  | Marija Krassilzewa / Artjom Snatschkow     | 20 | 20  | 30,0 |

Datum: 9. und 11. Februar 2002
Die Entscheidung im Paarlauf war eine der umstrittensten überhaupt: Fünf Preisrichter werteten die Darbietung des russischen Paares Bereschnaja/Sicharulidse am besten, vier jene des kanadischen Paares Salé/Pelletier. Das Publikum war einhellig der Meinung, die Kür der Kanadier sei besser gewesen. Daraufhin kündigte die Internationale Eislaufunion (ISU) eine interne Überprüfung an. Am 15. Februar gab sie bekannt, dass bei der französischen Preisrichterin Marie-Reine Le Gougne unerlaubte Absprachen nachgewiesen werden konnten. Die ISU und das Internationale Olympische Komitee entschieden, dem kanadischen Paar eine zweite Goldmedaille zu verleihen, was sechs Tage nach der ersten Siegerehrung auch geschah.

### Eistanz
| Platz | Land | Paar                                    | PT1 | PT2 | OT | K  | Bew. |
| ----- | ---- | --------------------------------------- | --- | --- | -- | -- | ---- |
| 1     | FRA  | Marina Anissina / Gwendal Peizerat      | 01  | 01  | 01 | 01 | 02,0 |
| 2     | RUS  | Irina Lobatschewa / Ilja Awerbuch       | 02  | 02  | 02 | 02 | 04,0 |
| 3     | ITA  | Barbara Fusar-Poli / Maurizio Margaglio | 03  | 03  | 03 | 06 | 06,0 |
| 4     | CAN  | Shae-Lynn Bourne / Victor Kraatz        | 04  | 04  | 04 | 04 | 08,0 |
| 5     | LTU  | Margarita Drobiazko / Povilas Vanagas   | 05  | 05  | 05 | 05 | 10,0 |
| 6     | ISR  | Galit Chait / Sergei Sachnowski         | 06  | 06  | 06 | 06 | 12,0 |
| 7     | BUL  | Albena Denkowa / Maxim Stawiski         | 07  | 07  | 07 | 07 | 14,0 |
| 8     | GER  | Kati Winkler / René Lohse               | 08  | 08  | 08 | 08 | 16,0 |
| 9     | UKR  | Elena Hruschyna / Ruslan Hontscharow    | 10  | 10  | 10 | 09 | 19,0 |
| 10    | RUS  | Tatjana Nawka / Roman Kostomarow        | 09  | 09  | 09 | 10 | 19,0 |
| 11    | USA  | Naomi Lang / Peter Tchernyshev          | 12  | 11  | 11 | 11 | 22,2 |
| 12    | CAN  | Marie-France Dubreuil / Patrice Lauzon  | 11  | 12  | 12 | 12 | 23,8 |
| 13    | POL  | Sylwia Nowak / Sebastian Kolasiński     | 13  | 13  | 13 | 13 | 26,0 |
| 14    | CHE  | Eliane Hugentobler / Daniel Hugentobler | 15  | 15  | 14 | 14 | 28,4 |
| 15    | GBR  | Marika Humphreys / Vitali Baranov       | 16  | 16  | 15 | 15 | 30,4 |
| 16    | FRA  | Isabelle Delobel / Olivier Schoenfelder | 14  | 14  | 16 | 16 | 31,2 |
| 17    | AZE  | Kristin Fraser / Igor Lukanin           | 17  | 17  | 18 | 17 | 34,6 |
| 18    | ITA  | Federica Faiella / Massimo Scali        | 18  | 18  | 17 | 18 | 35,4 |
| 19    | ISR  | Natalia Gudina / Alexei Beletski        | 19  | 19  | 19 | 19 | 38,0 |
| 20    | CZE  | Kateřina Kovalová / David Szurman       | 21  | 21  | 20 | 20 | 40,4 |
| 21    | UKR  | Julija Holowina / Oleh Wojko            | 22  | 22  | 21 | 22 | 43,4 |
| 22    | CHN  | Zhang Weina / Cao Xianming              | 23  | 23  | 23 | 21 | 44,0 |
| 23    | USA  | Beata Handra / Charles Sinek            | 20  | 20  | 22 | 23 | 44,2 |
| 24    | KOR  | Yang Tae-hwa / Lee Chuen-gun            | 24  | 24  | 24 | 24 | 48,0 |

Datum: 15. und 18. Februar 2002